# Nicolas IV de Larmessin
Pour les articles homonymes, voir Nicolas de Larmessin.
Nicolas IV de Larmessin, né le 28 janvier 1684 à Paris où il est mort le 28 février 1755 , est un graveur français.

## Biographie

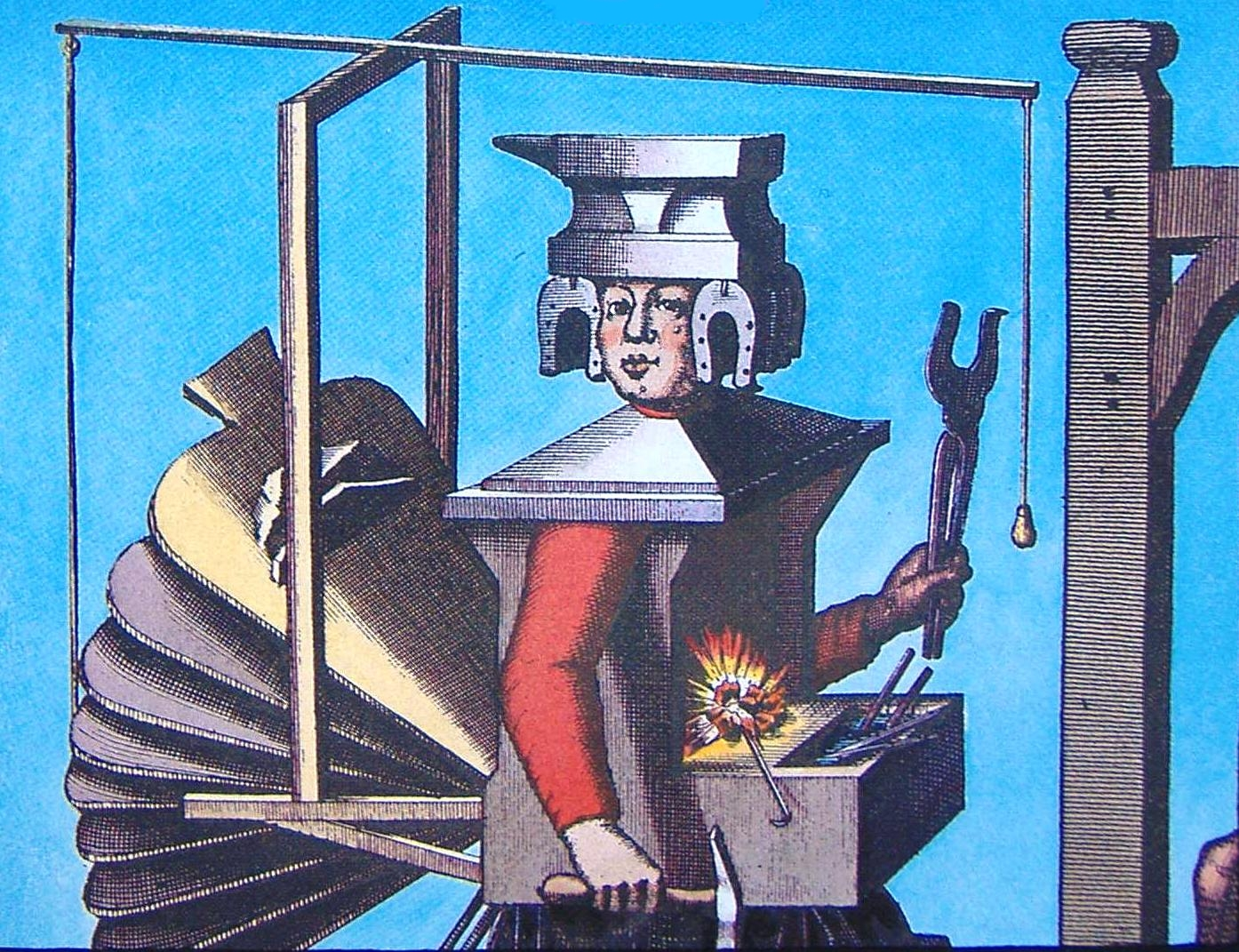
Habit de maréchal par Larmessin IV.

Larmessin reçut les éléments de son art de son père, Nicolas III, qui fit faire de fortes études de dessin et poussa surtout à graver le portrait, dont il avait fait lui-même sa spécialité, et l’estampe, au futur graveur des Contes de La Fontaine. Celui-ci était donc bien préparé lorsque le financier amateur Crozat le choisit pour graver dans son Recueil, réunion des chefs-d’œuvre des plus belles collections françaises et étrangères, quelques-uns des tableaux célèbres de Raphaël, la Vierge du grand Duc, la Vision d’Ézéchiel, aujourd’hui au palais Pitti à Florence, Saint George et le Dragon et Saint Michel terrassant le Démon, le portrait de Raphaël, Jésus succombant sous le fardeau de sa croix, Saint Jean l’Évangéliste, les portraits du Cardinal Polus et de Carondelet.
Larmessin s’est néanmoins montré plus habile et plus à l’aise dans l’interprétation des œuvres de ses contemporains, surtout dans leurs portraits. jouissait de la réputation méritée d’un habile homme, il entreprit la gravure des portraits de la famille royale peints par Van Loo, comme celui de la reine Marie Leckzinska ou les planches de Louis Dauphin de France, d’après Tocqué, et de Marie-Josèphe de Saxe sa femme, d’après Van Loo.
Larmessin a également consacré son burin à des sujets d’un genre plus léger, qui reflète fidèlement les mœurs du XVIIIe siècle, comme les compositions de Lancret, les Quatre Saisons ou bien les Quatre âges de la vie et surtout par les Contes de La Fontaine, qui font sa gloire et son succès. Quoique publiés depuis une cinquantaine d’années, ces contes étaient fort à la mode et très lus. Lancret, Vleughels, Pater, Boucher, Le Clerc, Le Mesle et autres avaient choisi les sujets les plus vifs pour les peindre. Larmessin entreprit de les graver d’un format uniforme, petit in-folio en largeur. Il choisit pour sa part, et grava avec facilité et liberté d’après les peintures de Vleughels, le Villageois qui cherche son veau, la Jument du compère Pierre, Frère Luce et le Bast. Il emprunta à Boucher le Magnifique, la Courtisane amoureuse, le Calendrier des vieillards et le Fleuve Scamandre ; à Le Clerc le Rossignol et le Faiseur d’oreilles. Il dut s’entendre avec Lancret, dont il a gravé toutes les planches, pour l’exécution de ces tableautins, dont le Louvre conserve quelques spécimens, et qui ont pour titres le Gascon puni, les Deux amis, les Rémois, On ne s’avise jamais de tout, le Petit chien gui secoue des pierreries, les Oies de frère Philippe, le Pâté d’anguille, la Servante justifiée et les Troqueurs. Le galant escroc de la pièce À femme avare galant escroc passe pour être le propre portrait du graveur Schmidt, son élève, qui l’a aidé dans ce travail. D’ailleurs, outre de la pièce de Nicaise qui est de ce dernier bien que signée du nom de l’éditeur, il faut lui attribuer aussi une partie du travail de quelques autres planches.
Larmessin fut surtout l’interprète fidèle de Lancret. Outre ses Quatre Ages, ses Quatre Saisons, gracieuses compositions décoratives pour intérieurs élégants, il faut encore signaler les Quatre heures du Jour, gravées en partie par lui ou tout au moins sous sa direction et se vendant à son domicile, ainsi que les Amours du Bocage, le Jeu de Cachecache, le Jeu des quatre coins, le Jeu du pied de bœuf, la Coquette de village et le portrait de Mlle Sallé. Larmessin a gravé d’après Watteau dont il était le contemporain, le Passe-Temps, l’Accordée de village, le Départ pour Cythère. Larmessin avait également gravé, le peintre Claude Hallé, d’après Legros, et le sculpteur Guillaume Coustou, d’après De Lien, vivants, colorés et de très bonne exécution, comme morceau de réception à l’Académie en 1730.
Larmessin avait épousé, le 8 septembre 1705, Louise Marchand, la fille d’un pâtissier de la rue Saint-Jacques, et, en secondes noces, Marie Seudre, la fille d’un marchand d’Angoulême, le 26 janvier 1716. À sa mort, rue des Noyers, il fut enterré dans le caveau de la chapelle de Sainte-Geneviève, en présence de son gendre Jacques Adoubedent de Franqueville.